# Guillaume de Giey
Pour les articles homonymes, voir Giey.
Guillaume, baron de Giey, né le 22 mars 1860 à Gand et décédé le 20 janvier 1914 à Weillen fut un homme politique belge catholique.
Il fut élu conseiller communal (1890) et bourgmestre (dès 1891) de Sart-Eustache; conseiller provincial de la province de Namur (1885-1910); sénateur de l'arrondissement de Namur-Dinant-Philippeville, en suppléance de Édouard Février (1910-1914).

## Sources
- Bio sur ODIS

- Ressource relative à plusieurs domaines :   - ODIS